# Biessumerbos

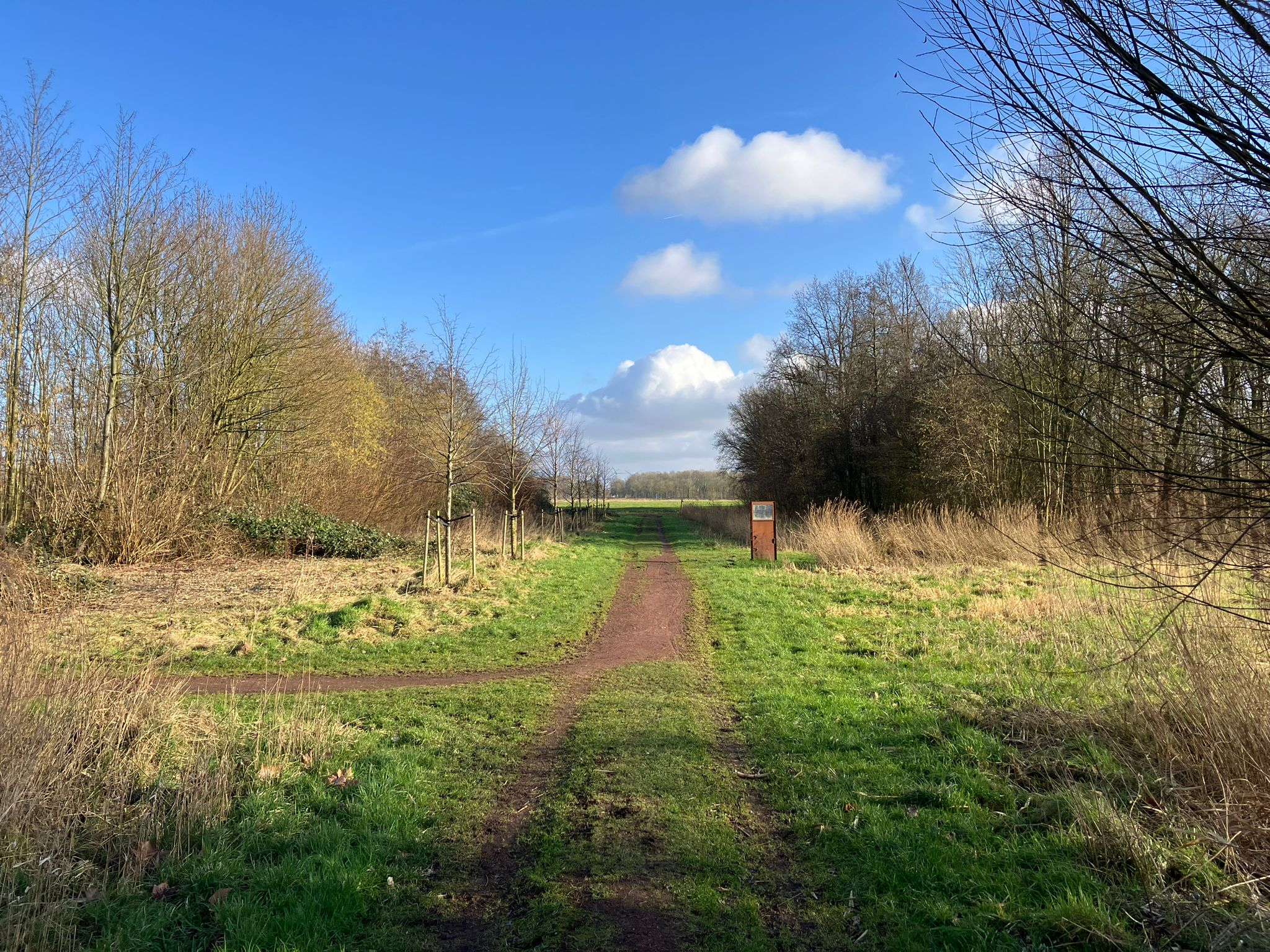
Beeld in het Biessumerbos.

Het Biessumerbos is een natuurgebied ten westen van het wierdedorp Biessum en de wijk Delfzijl-Noord, onder de rook van de stad Delfzijl. Het bos bevindt zich in een typisch Wierden en Maren landschap. Aan de westkant wordt het bos begrenst door de Uitwierdermaar. Vanuit het bos heb je zicht op de wierdekerk van Marsum. Dit is het Rijksbeschermd gezicht Marsum. Ten Zuiden grenst het aan de N360, de Spoorlijn Delfzijl - Groningen en de wijk Fivelzigt in Delfzijl. Ten noorden ligt Uitwierde met het Rijksbeschermd gezicht Uitwierde en de Zeedijk. 
Het bos werd aangelegd in de jaren '70 en wordt beheerd door Natuurmonumenten die het beheer overgenomen hebben van de voormalige gemeente Delfzijl. Het bos wordt onderhouden door vrijwilligers samen met Natuurmonumenten. In het bos lopen diverse wandel- en ruiterroutes en er is speciaal huttenbouwbos voor kinderen. In het bos komen de boomsoorten elzen, essen en wilgen voor. Ook groeien er struiken zoals hazelaar, meidoorn en kardinaalsmuts. Verder leeft er divers wild in het bos, zoals herten en vossen en komt er een bonte specht voor.
In het midden van het bos aan de Uitwierdermaar stond lange tijd een boerderij genaamd de Vossenheerd. De oude boerenplaats is waarschijnlijk rond 1515 gesticht en ontleende zijn naam aan de familie Vos die hier lange tijd woonachtig was. In 1972 brandde de boerderij af. In het bos zijn nog de restanten van de graansilo en de boerderijgrachten te zien.

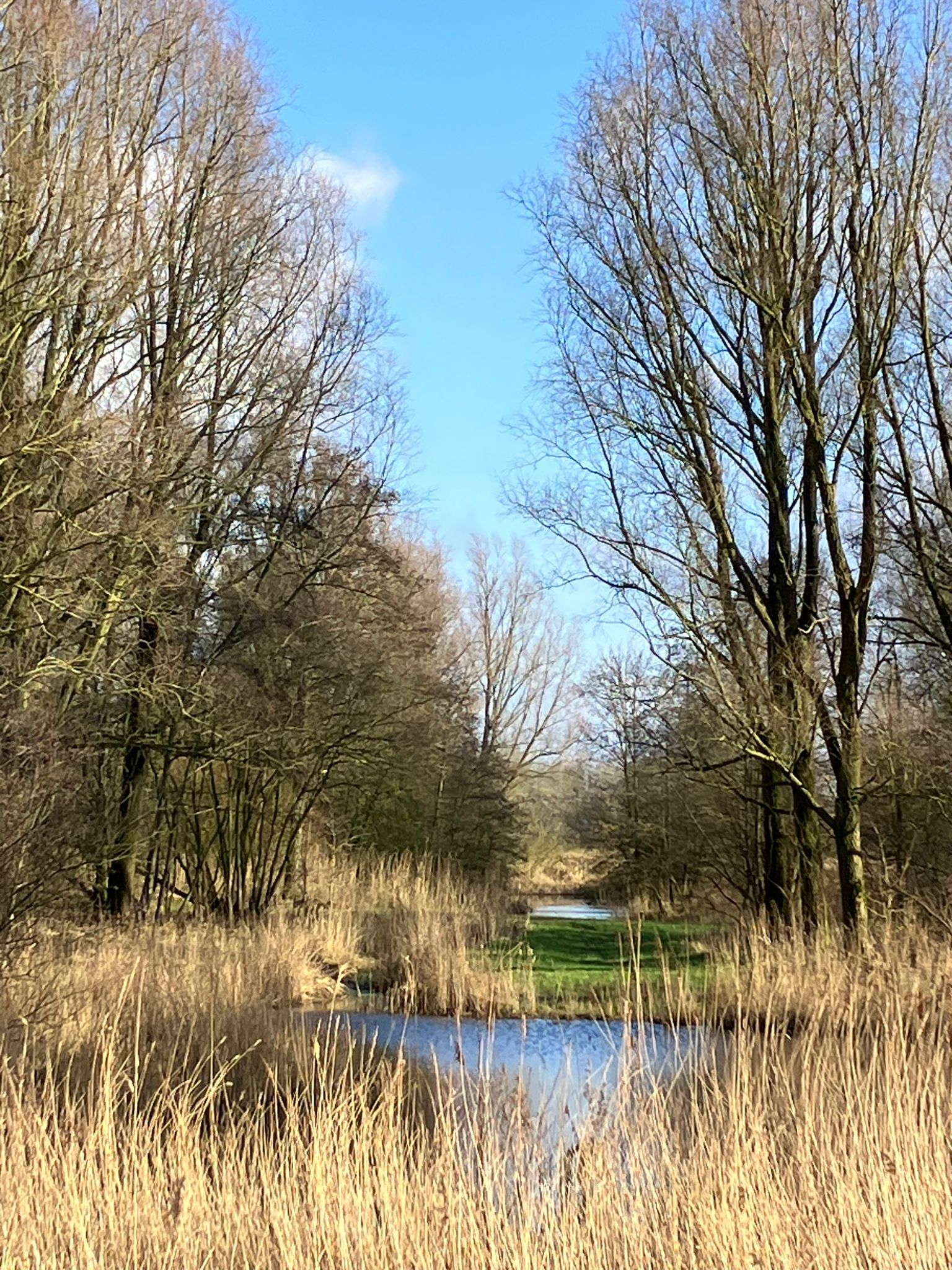
Vennen in het Biessumerbos.
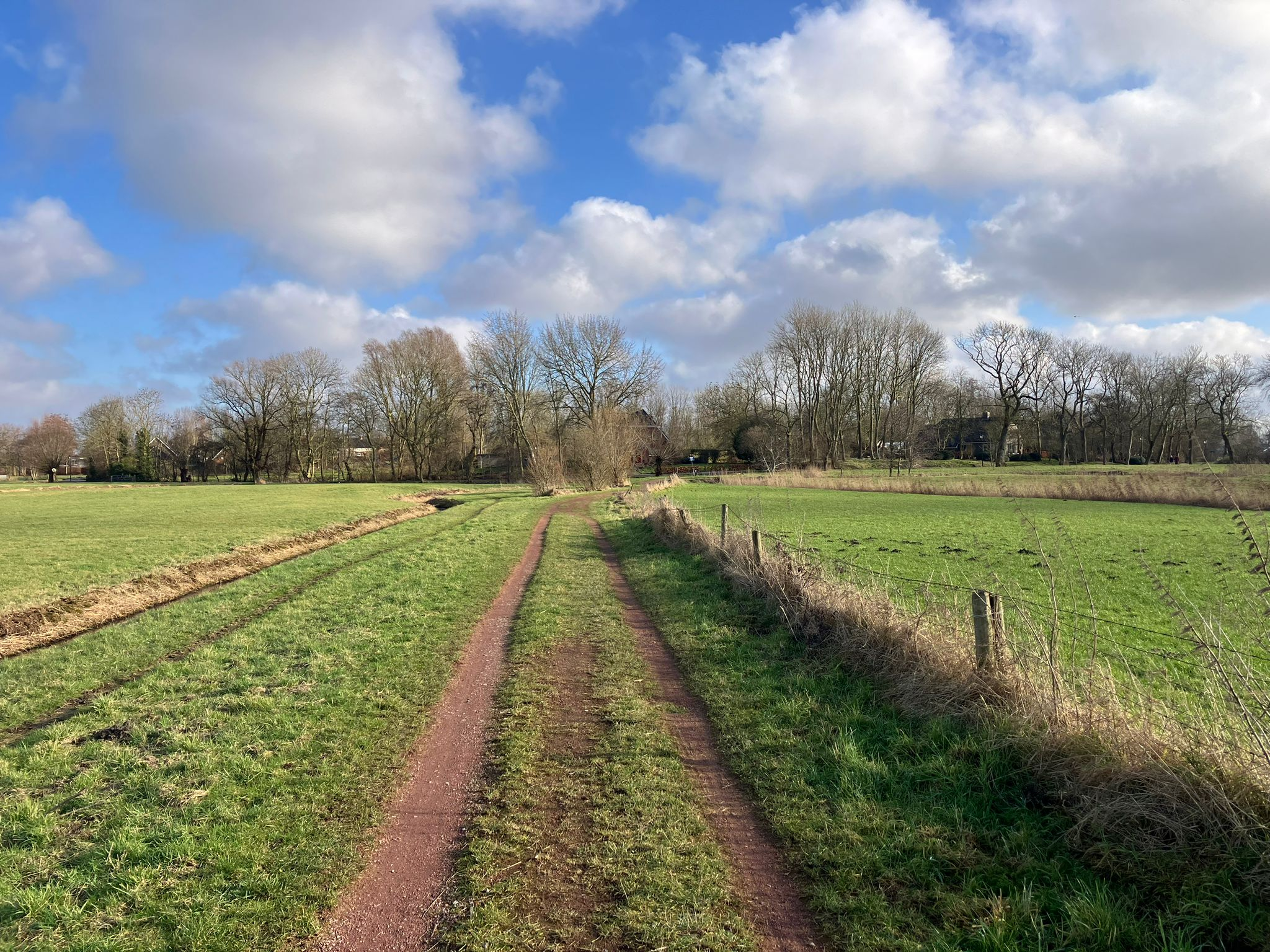
Gezicht op Biessum bij Delfzijl.
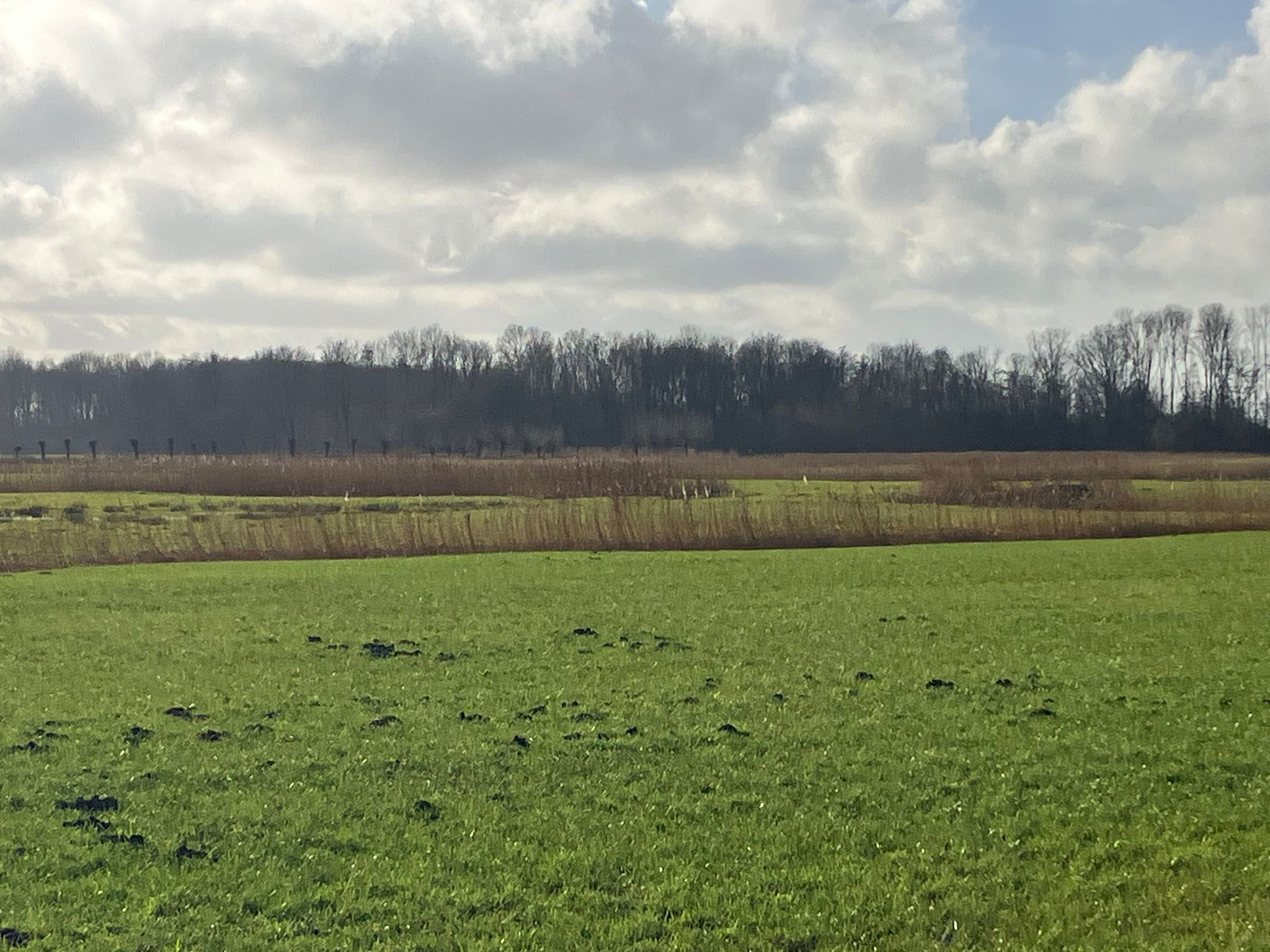
Gezicht op het Biessumerbos bij Delfzijl.
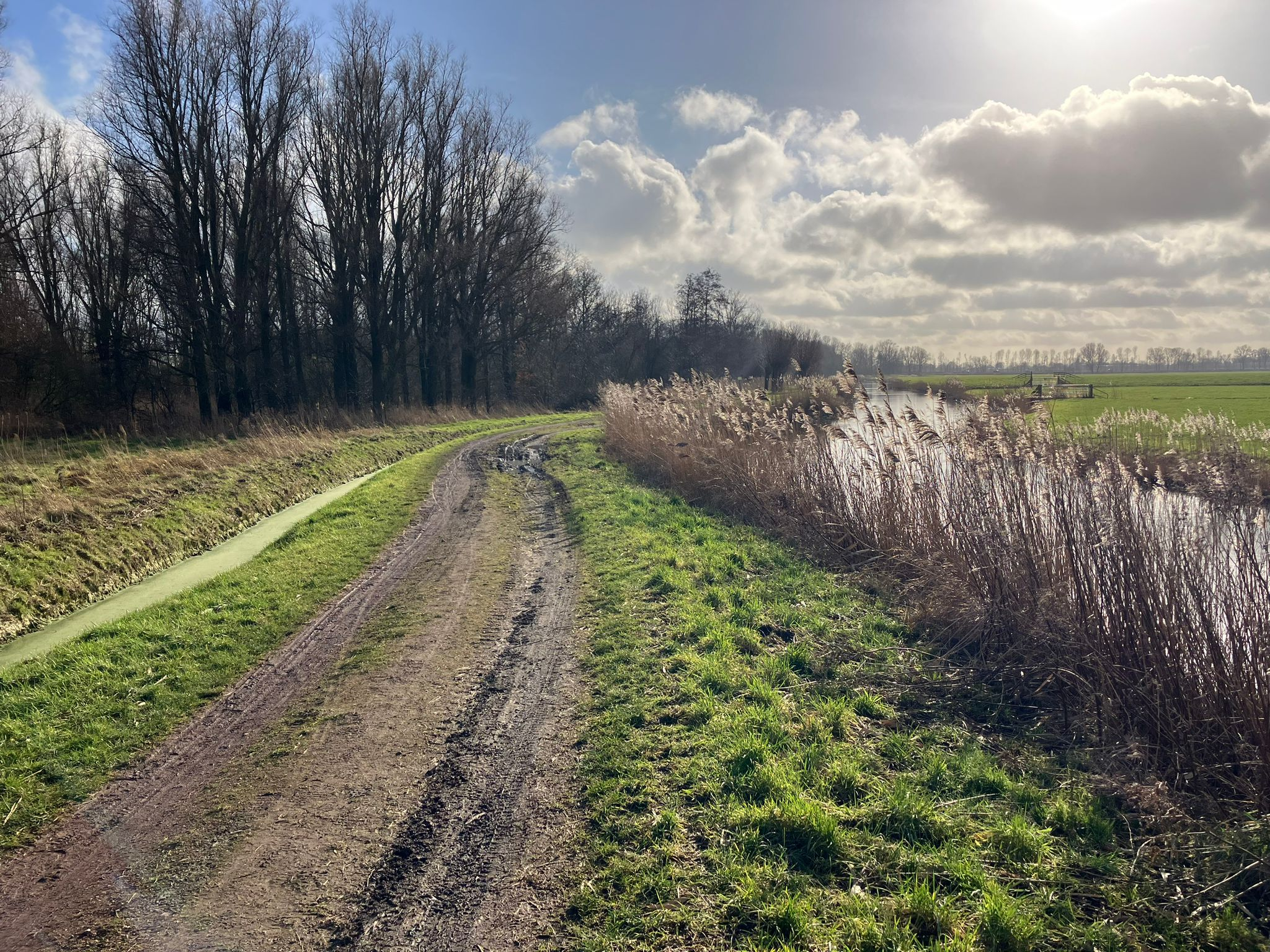
De Uitwierdermaar bij het biessumerbos.
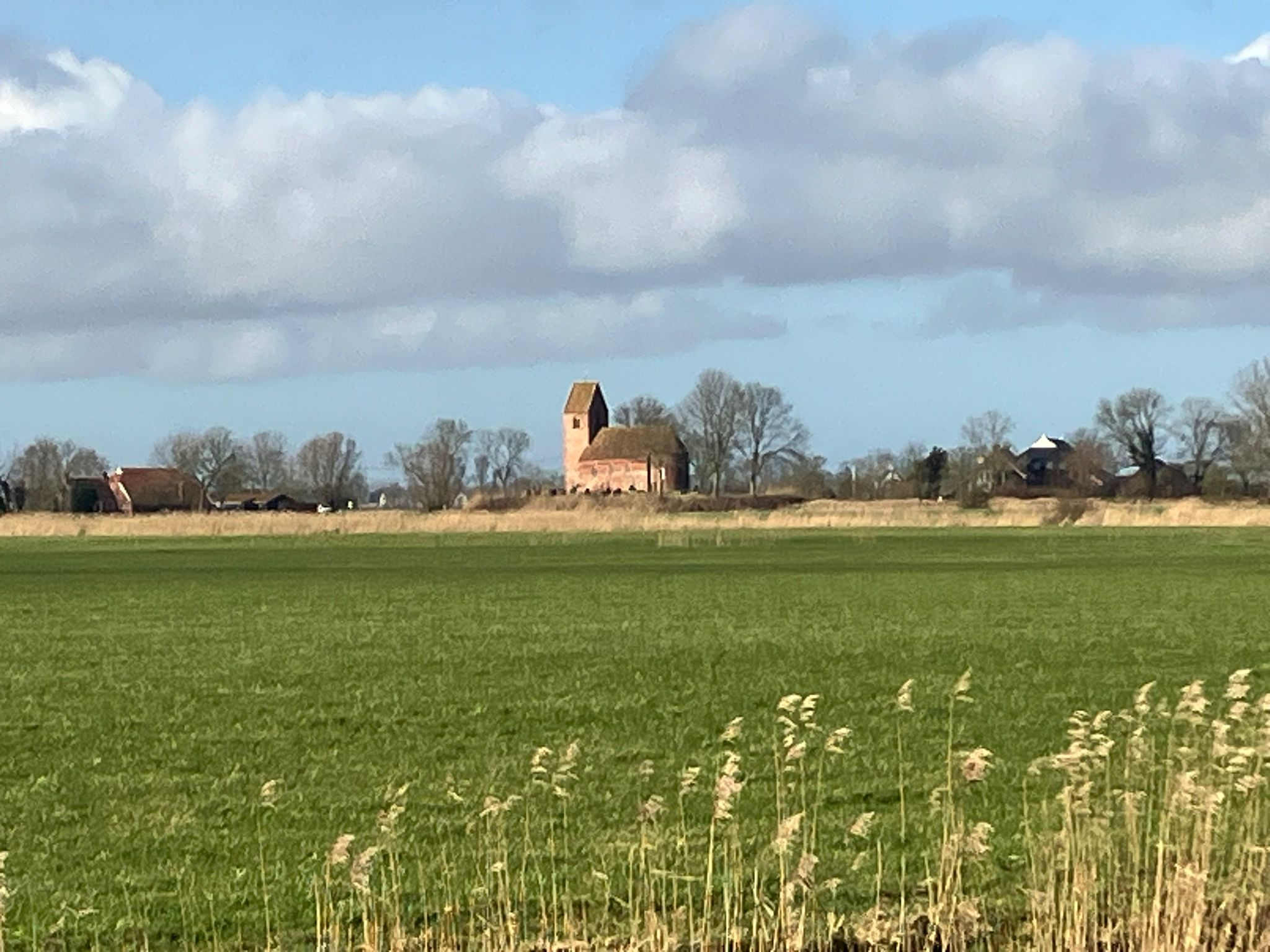
Gezicht op kerkje van Marsum vanuit het Biessummerbos.